# Image d'amour
『image d'amour』（イマージュ・アムール）は、ニューエイジ・ミュージックのコンピレーション・アルバム『image』シリーズ第3弾。2001年11月7日にソニー・ミュージックジャパン インターナショナル（ソニー・クラシカル）から発売された。規格品番：SICC-7。

## 解説
明確なテーマ性に基づいて楽曲を収録するというシリーズ初のコンセプト・アルバム。『恋愛』をテーマとしているため『3』ではなくamour（アムール、仏語で愛を意味する）が付けられた。

## 収録曲
1. エンニオ・モリコーネ／ニューシネマ・パラダイス「愛のテーマ」
  - 作曲：エンニオ・モリコーネ
2. 葉加瀬太郎／冷静と情熱のあいだ
  - 作曲・編曲：葉加瀬太郎
3. JAZZTRONIK featuring ヤドランカ／ムーン・リヴァー
  - 作詞：ジョニー・マーサー
  - 作曲：ヘンリー・マンシーニ
  - 編曲：岩崎工・野崎良太
  - 「SONY WEGA」 CF曲
4. 手使海ユトロ featuring 宮本文昭／夢（Reve）
  - 作曲・編曲：手使海ユトロ
  - MBS、TBS系「世界ウルルン滞在記」挿入歌
5. 加古隆／大河の一滴
  - 作曲・編曲：加古隆
  - 映画「大河の一滴」テーマ曲
6. ジョン・ウィリアムズ／カヴァティナ
  - 作曲：S.マイヤース
  - 映画「ディア・ハンター」テーマ曲
7. ゴンチチ／ロミオとジュリエット
  - 作曲：ニーノ・ロータ　編曲：ゴンチチ
  - 映画「ロミオとジュリエット」テーマ曲
8. 三村奈々恵／静寂（Hymn）
  - 作曲：カール・ジェンキンス
9. 羽毛田丈史／ザナルカンドにて
  - 作曲：植松伸夫　編曲：羽毛田丈史
  - 「ファイナルファンタジーX」オープニングテーマ
10. デイヴィ・スピラーン featuring シネイド・オコナー／ダニー・ボーイ
11. ステファン・グラッペリ&古澤巌／アズ・タイム・ゴーズ・バイ
  - 作曲：ハーマン・フップフェルド
  - 編曲：M.ハリス
12. クレモンティーヌ／ジェレミー
  - 作詞・作曲：戸田誠司・M.ミッツ・クレモンティーヌ
  - 「マウントレーニア」カフェラッテCF曲
13. ケイコ・リー／ホワット・ア・ワンダフル・ワールド
  - 作詞・作曲：ジョージ・ダグラス（ボブ・シールのペンネーム）・ジョージ・デヴィッド・ワイス（英語版）。
14. グローヴァー・ワシントン・ジュニア／歌に生き、恋に生き～“トスカ”より
  - 作曲：プッチーニ
15. ジョシュア・ベル／トゥナイト～“ウエストサイド・ストーリー組曲”より
  - 作曲：レナード・バーンスタイン
16. シャルロット・チャーチ／アメイジング・グレイス
17. 羽毛田丈史 with 木村大、小松亮太、ゴンチチ、葉加瀬太郎、宮本文昭&ヤドランカ／イマージュ アムール～“カヴァレリア・ルスティカーナ”間奏曲
  - J-WAVEオフィシャル・クリスマス・ソング2001/「am/pm」CM曲